# Западный Пшарт
Западный Пшарт (тадж. Пшарти Ғарбӣ) — река в Таджикистане, правый приток Мургаба. Протекает на территории Мургабского района Горно-Бадахшанской автономной области. Впадает в Мургаб к югу от пика Чат-Токой (5845 м). Питание реки в основном ледниково-снеговое.
Долина рек Западный и Восточный Пшарт расположена между Пшартским хребтом (на юге) и Маргоб (на севере). Долина сложена мел-палеогеновыми отложениями. По долине проходит путь через перевал Сафедсанг (Ак-Таш) на высоте 4235 метров, который соединяет долины рек Западный и Восточный Пшарт. Близ перевала долина реки Западный Пшарт широкая и ровная с широкой поймой, занятой галечниками и лугами, обширными надпойменными террасами, покрытыми редкой пустынной растительностью. По обе стороны долины поднимаются скалистые склоны хребтов, которые дальше на запад резко сближаются и заключают реку в тесное ущелье. В верхней части долины, где по боковым щелям расположены летние пастбища, стоят фермы.
Стелющиеся формы кустарников мирикарим растут по галечникам вдоль русла в верховьях реки до высоты 4100 метров. Ниже по течению, до высоты 3700 метров, в узком ущелье растут кусты нескольких видов ивы, сабельник Залесова (Comarum salesovianum), в осыпях между обломками скал — пятилистник кустарниковый, кусты полыни рутолистной (Artemisia rutifolia) и крашенинниковии. Ниже по течению растёт облепиха и берёза. Верхняя граница леса проходит на высоте 3600 метров.
Притоки левые: Паструд (Бель-Кара-Джилга), Сафедсанг (Ак-Тош), Хамруд (Джар-Джилга), Гармрудак (Кыл-Ыстык), Обак (Апак).
Притоки правые: Молджоруд (Малджуран), Хингобак (Сасык), Сурхдонак (Кызыл-Донг, левая составляющая Хингобака), Сардобруд (Сауксой).
Кирилл Станюкович приводит относящиеся к реке Западный Пшарт единственное сообщение о детеныше «снежного человека» («голуб-явана»), сопровождавшееся предположением, что детеныш «подох наверно». В сообщении также говорится о «снежных людях»: мужчине и двух женщинах.